# 天津津燃公用股份
天津津燃公用事業股份有限公司，前身為「天津天聯公用事業股份有限公司」（英語：Tianjin Jinran Public Utilities Company Limited，港交所：1265）是一主要在中國從事管道燃氣銷售及分銷的公司，主要在天津及內蒙集寧市提供服務，該公司於1998年成立，前身為「天津市天聯天然氣有限公司」，為天津市燃氣集團有限公司旗下。
2004年1月9日，天津天聯在香港交易所創業板上市，當時的上市代號是8290，招股價為0.25港元。
2011年10月18日，天津天聯轉往香港交易所主板掛牌。同年11月，天津天聯控股股東天津燃氣與華潤燃氣成立合資公司，天津燃氣佔51%，而華潤燃氣佔餘下的49%，而天津燃氣會把持有的天津天聯股權注入合資公司。

## 外部連結
- Jinrangongyong.com（页面存档备份，存于）